# ديريك كارتر
ديريك كارتر (بالإنجليزية: Derrick Carter)‏ هو دي جيه أمريكي، ولد في 21 أكتوبر 1969 في كومبتون في الولايات المتحدة.

## وصلات خارجية
- الموقع الرسمي
- ديريك كارتر على موقع ميوزك برينز (الإنجليزية)
- ديريك كارتر على موقع أول ميوزيك (الإنجليزية)
- ديريك كارتر على موقع ديسكوغز (الإنجليزية)